# 3781 Dufek
3781 Dufek eller 1986 RG1 är en asteroid i huvudbältet som upptäcktes den 2 september 1986 av den tjeckiske astronomen Antonín Mrkos vid Kleť-observatoriet i Tjeckien. Den är uppkallad efter amerikanen George J. Dufek.
Asteroiden har en diameter på ungefär 8 kilometer och den tillhör asteroidgruppen Koronis.